# Umaru Musa Yar'Adua
Umaru Musa Yar'Adua (16 tháng 8 năm 1951 – 5 tháng 5 năm 2010)  là tổng thống thứ 13 của Nigeria. Ông từng là thống đốc bang Katsina ở miền bắc Nigeria từ 29 tháng 5 năm 1999 đến ngày 28 tháng 5 năm 2007. Ông được tuyên bố là người chiến thắng trong cuộc bầu cử tổng thống gây tranh cãi của Nigeria tổ chức vào ngày 21 tháng 4 năm 2007, và đã tuyên thệ nhậm chức vào ngày 29 tháng 5 năm 2007. Ông là một thành viên của Đảng dân chủ nhân dân (PDP). Trong năm 2009, Yar'Adua đi sang Ả Rập Xê Út để điều trị bệnh viêm màng ngoài tim. Ông trở lại Nigeria vào ngày 2 tháng 5 năm 2010, nơi ông qua đời vào ngày 5.

## Tiểu sử
Yar'Adua sinh ra trong một gia đình quý tộc Fulani ở Katsina; cha của ông là cựu Bộ trưởng cho Lagos trong nước cộng hòa đầu tiên, giữ danh hiệu tù trưởng của Mutawalli (hoặc người giám hộ của kho bạc hoàng gia) của Katsina Emirate, một danh hiệu mà Yar'Adua thừa hưởng.. Ông bắt đầu học tại trường tiểu học Rafukka vào năm 1958, và chuyển đến trường tiểu học nội trú Dutsinma vào năm 1962. Ông theo học trường Cao đẳng Chính phủ tại Keffi từ năm 1965 cho đến năm 1969. Năm 1971, ông nhận được bằng trung học từ Barewa College.. Ông theo học Đại học Ahmadu Bello ở Zaria 1972–1975, có được một Cử nhân bằng trong giáo dục và Hóa học, và sau đó trở lại vào năm 1978 và nhận bằng Thạc sĩ Hóa học phân tích.
Alhaji Umaru Yar'Adua kết hôn Turai Umaru Yar'Adua của Katsina năm 1975; họ có bảy người con (năm con gái và hai con trai) . Con gái của họ Zainab kết hôn với thống đốc bang Kebbi Usman Saidu Nasamu Dakingari. Con gái của họ Nafisat kết hôn với thống đốc bang Bauchi Isa Yuguda. Yar'Adua đã kết hôn với Hauwa Umar Radda làm vợ hai từ năm 1992 đến năm 1997. Họ có hai người con.